# Luis Fernando Montoya (entrenador)
Luis Fernando Montoya Soto (Caldas, Antioquia; 2 de mayo de 1957) es un exentrenador de fútbol. Es especialmente recordado por obtener el título de la Copa Libertadores de América 2004, con el club colombiano Once Caldas.

## Trayectoria
Realizó sus estudios de preparación física en el Politécnico Jaime Isaza Cadavid de la ciudad de Medellín.
Posteriormente, Montoya dirige diferentes selecciones de Antioquia, con las cuales consiguió algunos títulos; lo que le llevó a conducir las divisiones menores del Atlético Nacional, coronándose campeón en sus diferentes categorías. Además dirigió una selección juvenil de Colombia.
Estos logros, lo catapultaron a la dirección técnica del equipo profesional de Atlético Nacional en 2001; con el que alcanzó el subcampeonato del Torneo Apertura 2002.
Para el 2003 se hace cargo del banquillo técnico del Once Caldas de Manizales. Equipo con el que consiguió el título del Torneo Apertura; y un año después, para sorpresa del mundo futbolero: La Copa Libertadores 2004, derrotando en la final al encopetado Boca Juniors de Argentina. Triunfo que a la postre llevó a que su equipo disputara la Final Intercontinental, de ese mismo año, ante el Porto de Portugal (Campeón de la UEFA Champions League 2003/04); pero luego de un empate a cero, después de 120 minutos de juego, fue vencido en la tanda de los penales, resignándose de esta manera con el vicecampeonato. Este partido, disputado el 12 de diciembre de 2004, fue el último que dirigió Montoya como técnico profesional.
En honor a estos éxitos, fue reconocido por el Diario El País de Uruguay como Mejor Director Técnico Sudamericano del año 2004. Galardón que -por diversos motivos- sólo recibió hasta el año 2008.
Actualmente, ejerce como analista deportivo para reconocidos medios periodísticos. Igualmente, hace parte del equipo de Deporte y Convivencia, del INDER Medellín (Instituto de Deportes y Recreación municipal), (IDRM) como Gestor Formativo. Allí comparte su testimonio de vida con niños, adolescentes y jóvenes de esa ciudad colombiana, buscando promover el respeto, el cuidado de la integridad propia y ajena y el juego limpio.

## Atentado
El 22 de diciembre de 2004, hacia el mediodía, en su residencia ubicada en el municipio de Caldas (Antioquia), el entrenador sufrió un atentado; al intentar defender a su esposa Adriana Herrera de unos asaltantes que pretendían robarla. El técnico Montoya recibió dos disparos, que le afectaron gravemente la médula espinal (entre tercera y cuarta vértebras cervicales) hecho que tuvo por consecuencia una cuadriplejía irreversible. Desde entonces, ha sido un ejemplo de superación para todas las personas que se hallan en condiciones físicas similares a la suya. Ganándose de esta forma el rótulo de: El Campeón de la Vida.
En la semana del atentado Luis Fernando había recibido ofertas para dirigir al Racing de Avellaneda de Argentina, Atlético de Madrid de España y la AS Roma de Italia. En este último club llegó a firmar un precontrato y se disponía a viajar en esos días al Viejo Continente junto con el jugador Rafael Robayo para formalizar el fichaje de ambos.

## Clubes

### Asistente técnico
| Equipo                         | País     | Año         | AT de:                                  |
| ------------------------------ | -------- | ----------- | --------------------------------------- |
| Selecciones Colombia Juveniles | Colombia | 1985 - 1991 | Luis Alfonso Marroquín Juan José Peláez |
| Atlético Bucaramanga           | Colombia | 1993 - 1994 | Norberto Peluffo                        |

### Entrenador
| Equipo                                 | País     | Año         |
| -------------------------------------- | -------- | ----------- |
| Selección de fútbol sub-20 de Colombia | Colombia | 1995        |
| Atlético Nacional                      | Colombia | 2001 - 2002 |
| Once Caldas                            | Colombia | 2003 - 2004 |

### Asesor deportivo[17]
| Equipo      | País     | Año  |
| ----------- | -------- | ---- |
| Millonarios | Colombia | 2012 |

## Palmarés

### Campeonatos nacionales
| Título              | Club        | País     | Año    |
| ------------------- | ----------- | -------- | ------ |
| Categoría Primera A | Once Caldas | Colombia | I-2003 |

### Copas internacionales
| Título            | Club        | País     | Año  |
| ----------------- | ----------- | -------- | ---- |
| Copa Libertadores | Once Caldas | Colombia | 2004 |

### Distinciones individuales
| Distinción                            | Año  |
| ------------------------------------- | ---- |
| Director Técnico Sudamericano del año | 2004 |